# Chrysolina pourtoyi
Chrysolina pourtoyi é uma espécie de artrópode pertencente à família Chrysomelidae.